# Association athée portugaise
Pour les articles homonymes, voir AAP.
L'Association athée portugaise, en portugais Associação Ateísta Portuguesa (AAP), est une association à but non lucratif portugaise créée pour regrouper en une même association les athées, agnostiques et sceptiques portugais. Le président de l'association est Carlos Esperança. 

## Militantisme
L'AAP a vivement protesté contre la façon dont a été reçu Joseph Ratzinger par les pouvoirs publics à l'occasion de sa visite au Portugal les 12 et 13 mai 2010, notamment sur le fait qu'un État laïc ait « décerné les honneurs et un protocole pour Benoît XVI que l'on n'accorde pas aux autres chefs d’État étrangers ».

## Objectifs
L’association déclare, dans ses statuts, viser les objectifs suivants:  
1. Faire connaitre l'athéisme en tant que vision du monde sur les plans éthiques, philosophiques et sociologiques;
2. Représenter les intérêts légitimes des athées, des agnostiques et d'autres personnes non-religieuses dans l'exercice de leur citoyenneté démocratique;
3. La promotion et la défense de la laïcité et de l'égalité de tous les citoyens, indépendamment de la croyance ou de l'absence de croyance au surnaturel;
4. La fin du mépris pour l'athéisme, qui existe dans la législation et dans les médias;
5. Répondre à des événements religieux et pseudo-scientifiques avec des arguments scientifiques, rationnels et humanistes.